# Hybochaetodus flaco
Hybochaetodus flaco är en skalbaggsart som beskrevs av Federico Ocampo 2002. Hybochaetodus flaco ingår i släktet Hybochaetodus och familjen Hybosoridae. Inga underarter finns listade i Catalogue of Life.